# Ahar (shahrestan)
Ahar (persiska: شهرستان اهر, Shahrestān-e Ahar, اهر) är en delprovins (shahrestan) i Iran. Den ligger i provinsen Östazarbaijan, i den nordvästra delen av landet, 500 km nordväst om huvudstaden Teheran.
Delprovinsen hade 154 530 invånare 2016.